# Robert Benton
Robert Benton (Waxahachie, 29 de setembro de 1932 – Nova Iorque, 12 de maio de 2025) foi um diretor e roteirista norte-americano.

## Filmografia
- 2003 – The Human Stain
- 1998 – Twilight
- 1994 – Nobody's Fool
- 1991 – Billy Bathgate
- 1987 – Nadine
- 1984 – Places in the Heart
- 1982 – Still of the Night
- 1979 – Kramer vs. Kramer
- 1977 – The Late Show
- 1972 – Bad Company

## Morte
Benton morreu em sua casa em Manhattan, Nova Iorque, em 11 de maio de 2025, aos 92 anos.

## Prêmios e indicações
- Recebeu duas nomeações ao Óscar de Melhor Realizador, por "Kramer vs. Kramer" (1979) e "Places in the heart" (1984). Venceu por "Kramer vs. Kramer".
- Recebeu três nomeações ao Óscar de Melhor Argumento Original, por "Bonnie and Clyde" (1967), "The Late show" (1977) e "Places in the heart" (1984). Venceu por "Places in the heart".
- Recebeu duas nomeações ao Óscar de Melhor Argumento Adaptado, por "Kramer vs. Kramer" (1979) e "Nobody's fool" (1994). Venceu por "Kramer vs. Kramer".
- Recebeu uma nomeação ao Globo de Ouro de Melhor Realizador, por "Kramer vs. Kramer" (1979).
- Recebeu três nomeações ao Globo de Ouro de Melhor Argumento, por "Bonnie and Clyde" (1967), "Kramer vs. kramer" (1979) e "Places in the heart" (1984). Venceu por "Kramer vs. Kramer".
- Recebeu uma nomeação ao BAFTA de Melhor Realizador, por "Kramer vs. Kramer" (1979).
- Recebeu uma nomeação ao BAFTA de Melhor Argumento, por "Kramer vs. Kramer" (1979).
- Recebeu uma nomeação ao César de Melhor Filme Estrangeiro, por "Kramer vs. Kramer" (1979).
- Ganhou o Urso de Prata de Melhor Realizador no Festival de Berlim, por "Places in the heart" (1984).
- Ganhou o Prémio OCIC no Festival de Berlim, por "Places in the heart" (1984).